# Liquiditeitenbeheer
Liquiditeitenbeheer is een term uit de bankwereld en het bedrijfsleven. Het verwijst naar het geheel van activiteiten en instrumenten die erop zijn gericht om de financiële situatie van een bedrijf te optimaliseren, en zo te garanderen dat het bedrijf de middelen tot zijn beschikking heeft om op de korte termijn aan zijn verplichtingen te voldoen.

## Overzicht
De financiële logistiek kenmerkt zich door het aansturen van geldstromen en de daaruit volgende liquiditeitsposities. Verschillen tussen inkomsten en uitgaven qua tijdstip, bedraggrootte en valuta leiden tot liquiditeitstekorten en overschotten. Deze overschotten zijn onvermijdelijk en vaak ook wenselijk. Immers, men kan nooit door middel van geldstromenbeheer alle geldstromen aan elkaar gelijk maken. 
De doelstelling van liquiditeitenbeheer is het aantrekken, verschuiven en uitzetten van geldmiddelen voor de korte termijn tegen de meest gunstige condities, met inachtneming van het feit dat men voldoende kredietruimte bezit om aan de verplichtingen te voldoen.
Het cash management heeft de volgende instrumenten voor het liquiditeitenbeheer:
- rekening-courant;
- call geld;
- deposito en kasgeldleningen;
- "commercial paper" en "certificate of deposit";
- valuta swap.

## Soorten liquiditeitenbeheer
Men kan liquiditeitenbeheer onderverdelen in offensief en defensief:
Onder defensieve doelstellingen kunnen worden begrepen:
- beschikbaarheid liquide middelen
- minimaliseren van risico
- goede naam onderneming
- voldoende liquiditeit en solvabiliteit van de onderneming

Onder offensieve doelstellingen kunnen worden begrepen:
- optimalisering rente- en vermogenskosten
- minimalisering van externe en interne kosten

Hoe men liquiditeitenbeheer uitvoert is afhankelijk van de doelstelling van de Treasury-afdeling: een profit center of een kostenplaats. Bij de keuze voor een profit center zal men een meer offensief beleid voeren dan bij een kostenplaats. Wanneer men een offensief beleid voert, zal men meer geld beleggen in instrumenten met een hoge opbrengst. Als resultaat hiervan zullen er minder liquide middelen beschikbaar zijn om een onverwacht liquiditeitstekort op te vangen.

## Toepassing
Het gebruik van deze instrumenten is afhankelijk van de tijd dat men een tekort of overschot heeft, de daaraan verbonden kosten c.q. opbrengsten en de mate waarin het bedrijf toegang heeft tot de instrumenten. De rekening-courant is door haar grote flexibiliteit en verkrijgbaarheid het meest gebruikte instrument om een tekort op te vangen op de korte termijn, maar wordt gekenmerkt door ongunstige tarieven. Voor overschotten op korte termijn wordt meestal call geld gebruikt. De rente hierop fluctueert per dag en wordt gerelateerd aan de geldmarktrente. Op middellange termijn maakt een onderneming meestal gebruik van deposito's en kasgeldleningen, waarvan de rente voor een periode is gefixeerd. Een kasgeldlening is een banklening met een korte looptijd, vaste rente en een minimale omvang. Hierop dient het bedrijf dat deze lening aangaat het volledige bedrag in één keer af te lossen.
De valuta swap en commercial paper worden meestal gebruikt door grotere ondernemingen om op middellange termijn tekorten te financieren of overschotten uit te zetten. Commercial paper is de naam voor een kortlopende lening die verstrekt wordt aan grote ondernemingen met eigen voorwaarden, zonder het verstrekken van zekerheden (op basis van status, goede naam, etc.). De bankversie hiervan heet "certificates of deposit".